# Unimog

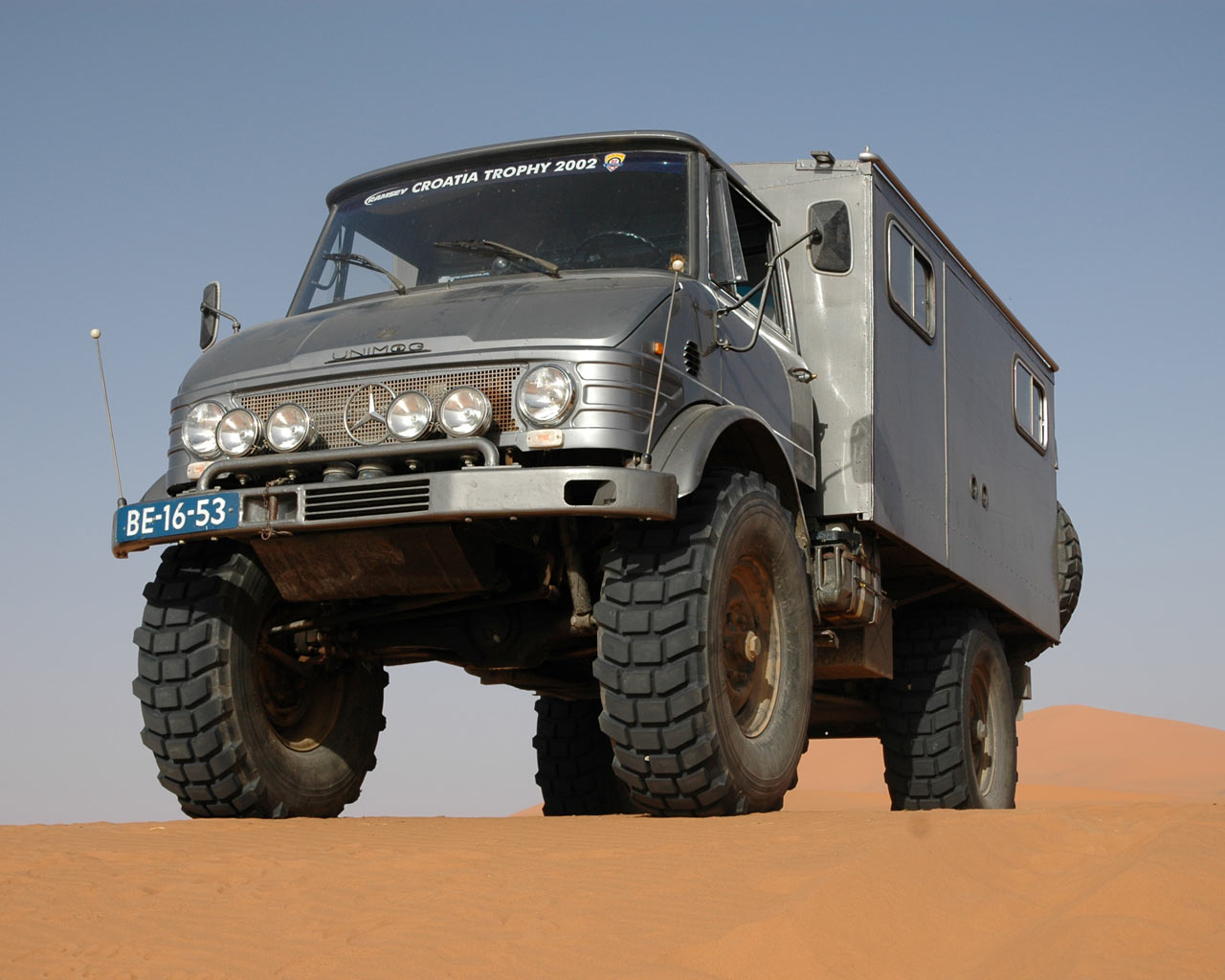
Unimog в дюнах Марокко. Зверніть увагу на величину кліренсу

Unimog — модельний ряд мультифункціональних повнопривідних середньовагових вантажівок, виробництва підрозділу Daimler Truck концерну Daimler AG під маркою Mercedes-Benz. Назва "Unimog" є акронімом від "UNIversal-MOtor-Gerät", що перекладається як "універсальний моторизований пристрій". Серійне виробництво Unimog розпочалося в 1949 році на заводі Gebrüder Boehringer в Геппінгені. У 1951 році виробництво було перенесено до Daimler-Benz у Гаггенау, а з 2002 року — до заводу у Верт-ам-Райн.
Сучасні Унімоги можна придбати в будь-якій з трьох серій:
1. Середньотоннажна серія 405, також відома як UGN («Geräteträger» або перевізник обладнання), представлена моделями U300-U500.
2. Великотоннажна серія 437, також відома як UHN («Hochgeländegängig» або високопрохідний автомобіль для бездоріжжя), представлена моделями U3000-U5000.
3. U20 — найменший з Унімогів. Він розроблений на укороченій базі U300 і має розташування кабіни над відсіком двигуна від бразильської легкої вантажівки Accelo.

Після Другої світової війни Альберт Фрідріх розробив Unimog як самохідну машину, що забезпечувала привід для приведення в дію пил при лісозаготівлі або механізмів збору врожаю на полях. Вона була розроблена з постійним повним приводом (4WD) з колесами однакового розміру, що забезпечувало вищу швидкість на дорогах загального користування в порівнянні зі звичайними сільськогосподарськими тракторами. З її дуже великим кліренсом та конструкцією гнучкої рами, що є основною частиною підвіски, Unimog не призначена для перевезення таких великих вантажів, як звичайні вантажівки.
Зважаючи на її позашляхові можливості, Унімог використовуються в джунглях, горах та пустелях як військові, пожежні машини, кемпери для експедицій та навіть в змаганнях на кшталт тріалів для вантажівок та ралі-рейдах Дакар. В Західній Європі вони зазвичай використовуються як снігоприбиральні машини, муніципальні перевізники обладнання, машини для сільського господарства та будівництва, локомобілі.

## Характеристика
Unimog має дуже великий кліренс, що стало можливим завдяки використанню спеціальної технології, що дозволяє осям та трансмісії автомобіля бути вище ніж центр коліс. Unimog також вирізняється гнучкою рамою, що забезпечує колесам широкий діапазон вертикального переміщення і дозволяє автомобілю комфортно пересуватись по надзвичайно нерівній поверхні, навіть долати валуни заввишки 1 метр. Унімоги обладнані кабіною, що має дуже добру оглядовість і забезпечує водія можливістю бачити поверхню і легше використовувати позашляхові можливості. Найновіші моделі Unimog можуть бути переобладнані з ліворульних на праворульні, що дозволяє водію працювати на зручнішій стороні вантажівки. Можливість використовувати Unimog на шосе дозволяє йому повертатись у гараж або на подвір'я, щоб запобігти викраденню або вандалізму.

## Обладнання
Унімоги можуть бути обладнані передніми та задніми кронштейнами, а також гідравлічною системою для роботи ковшів навантажувачів та гідравлічних маніпуляторів. Більшість одиниць обладнані шліцевим приводом для приведення в дію снігоочисного обладнання, косилок або стаціонарних стрічкових конвеєрів.

## Модифікації
Всі моделі Унімогів за винятком 404S мають дизельні двигуни потужністю від 25 к.с. (19 кВт) до понад 280 к.с. (205 кВт). Унімоги доступні з короткою колісною базою для перевезення обладнання та довгою колісною базою для перевезення вантажів.
Модель Unimog, що найдовше випускалась — це Unimog 404.1. Найпоширеніші версії цієї моделі були випущені у вигляді машин з радіолокаційним обладнанням та бронетранспортерів для німецької армії та армій інших західноєвропейських країн. Він приводився в дію 2,2-літровим водозахищеним бензиновим двигуном М180 від Mercedes-Benz, що стандартно мав 80 к.с. (60 кВт). Такі двигуни, що встановлювались на одну з моделей Mercedes-Benz 220 мали більшу потужність — до 145 к.с. (108 кВт) з більшим ступенем стиснення. Модель 404.0 була доступна з 2,8-літровим бензиновим двигуном М130, що стандартно мав 110 к.с. (82 кВт) з можливістю збільшення до 185 к.с. (138 кВт) шляхом збільшення ступеня стиснення та тиску вприскування палива.

## Використання Unimog

### Військове

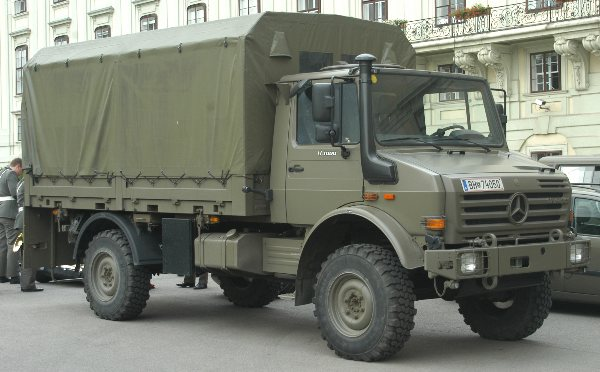
Основна військова вантажівка в Бундесвері

Поряд з німецькою армією, Унімоги використовують багато різноманітних армій, в тому числі збройні сили Аргентини, Великої Британії, Бельгії, Данії, Голландії, Франції, Португалії, Фінляндії, Естонії, Греції, Швейцарії, України, Чилі, Болівії, Мексики, Пакистану і Сингапуру. Вони також широко використовуються бразильською морською піхотою, оборонним комплексом Південно-Африканської Республіки, новозеландською, турецькою та австралійською арміями. Унімоги використовуються як бронетранспортери, машини медичної допомоги та мобільні командні центри, обладнані радіозв'язком (радіостанціями). Морські піхотинці армії США використовують версії обладнані як машини технічної допомоги, в той час як армія США використовує Унімоги як засоби доступу до віддалених об'єктів.

### Цивільне

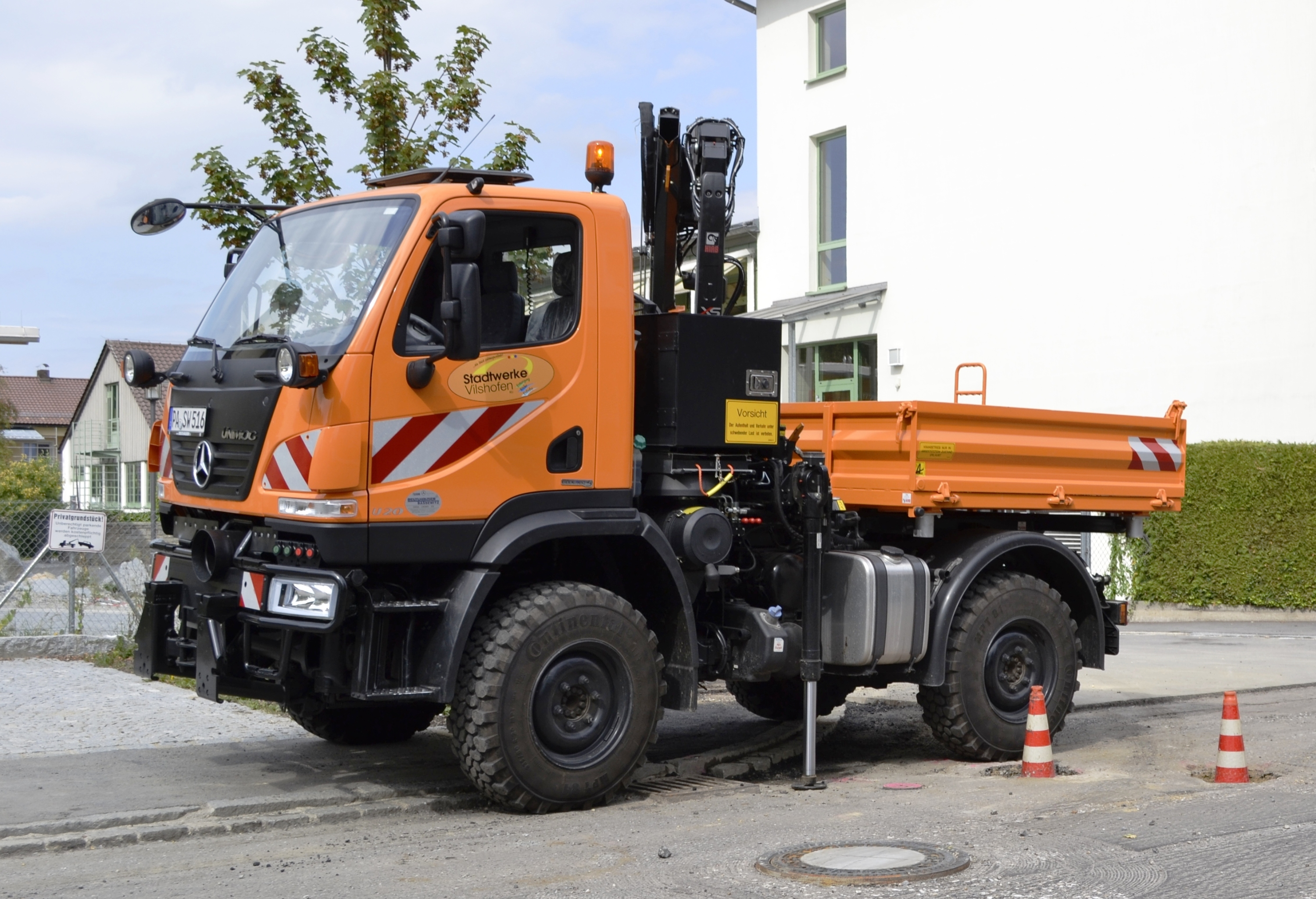
Unimog U20 в Німеччині

Унімоги використовуються німецькою організацією з питань стихійних лих, пожежним департаментом і муніципалітетами як утилітарні транспортні засоби. Вони можуть використовуватись як навантажувачі матеріалів, додаткові джерела енергії (генератори) та перевізники обладнання. Їх здатність діяти на бездоріжжі, в глибокій воді та бруді полегшує доступ до віддалених районів у разі надзвичайної ситуації. Вони широко використовуються для прибирання снігу в умовах, коли інші транспортні засоби можуть виявитись нездатними діяти. Більшість європейських альпійських міст і районів мають один або більше Унімогів як снігоприбиральних машин для очищення вузьких гірських доріг.
В будівництві Унімоги використовуються як база для обладнання, а також працівниками — моделі з розширеною кабіною. Вони можуть бути обладнані екскаваторними ковшами, фронтальними навантажувачами або іншим обладнанням. На залізничних шляхах Унімоги використовуються як локомобілі. Вони також використовувались в гірничодобувних районах, таких як Gold Bridge (Британська Колумбія, Канада).

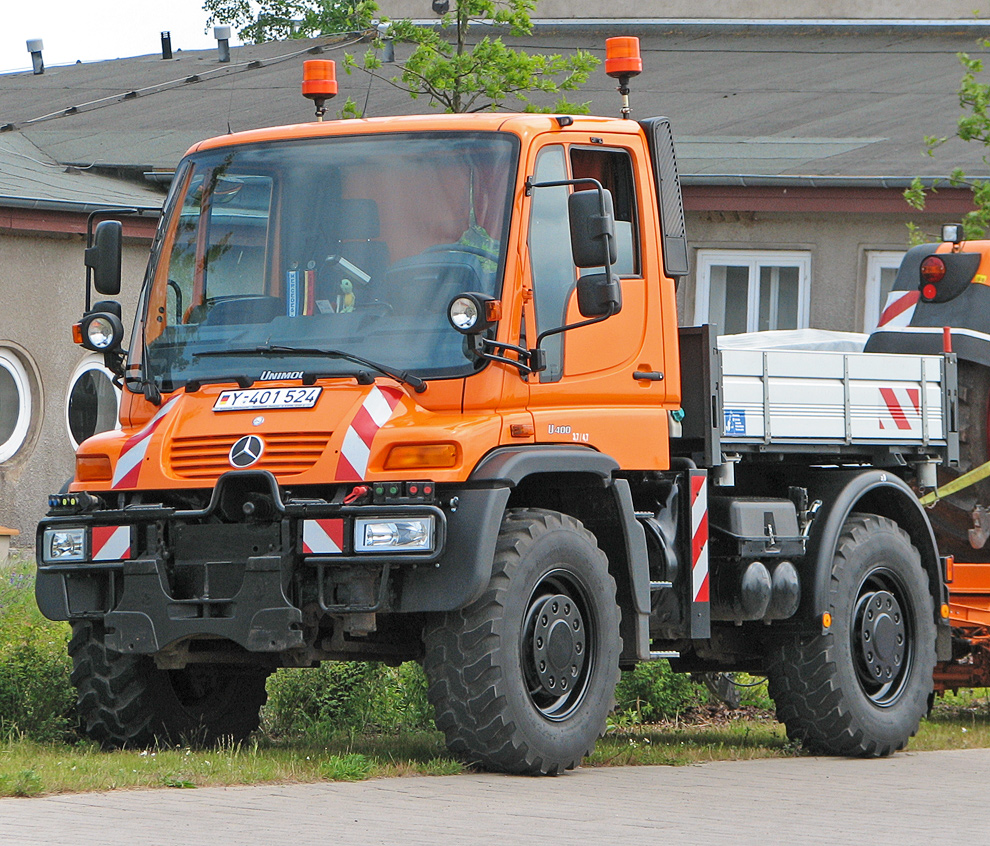
Unimog U400

У сільському господарстві Унімоги використовуються з сільськогосподарським обладнанням. Хоча більшість сільськогосподарських операцій в полі зараз виконують трактори, Унімоги використовуються для транспортування продукції, машин та тварин. Вони також використовуються в підсобних господарствах для приведення в дію різноманітного обладнання (конвеєрів, подрібнювачів зерна тощо).
Унімоги також використовуються як основна рушійна сила для перетягування важких причепів, великих колісних систем та аеробусів (великих літаків) — часто тільки передня частина як силова машина у поєднанні з індивідуальною задньою частиною.
Унімоги використовуються як транспорт для екотуризму в джунглях або сафарі.

### Північна Америка
Унімоги не були поширеними в Північній Америці через відмінні від німецьких правила та вимоги до транспортних засобів, а також через недостатньо розвинену мережу продажу та обслуговування. Більшість моделей, що знаходились в Північній Америці, були імпортовані окремими незалежними дилерами або ентузіастами.
У 1975—1980 роках корпорація Case (тепер CNH Global) імпортувала модель U-900 у США і продавала її через мережу торговців тракторами Case як модель MB4/94.
2002 року DaimlerChrysler намагався знову зайти на північноамериканський ринок і 4 роки здійснював різноманітні маркетингові заходи, такі як шоу вантажівок, численні статті в журналах, великі демотури та індивідуальні презентації. У північноамериканських продажах моделі були офіційно обмежені до серії U500 (в США була представлена спеціальна серія UGN). Вони продавались через дилерів вантажівок, загальну дилерську мережу Freightliner (дочірня компанія Daimler AG). Серія UGN спеціально розроблялась для північноамериканського ринку і суттєво відрізнялась технічно від аналогів для Європи. UGN зіткнулась з жорсткою конкуренцією з боку виробників (Caterpillar, John Deere, AM General, Sterling Trucks (дочірня компанія Daimler AG), General Motors), чиї вантажівки виконували схожі з Unimog функції. Після 5 років сукупні продажі склали всього 184 машини і Freightliner LLC вийшла з ринку. Daimler AG оголосило недотримання вимог за викидами EPA07 як основну причину припинення північноамериканських продаж. Обслуговування та продаж запчастин залишається ще на 20 років.

### Автоспорт

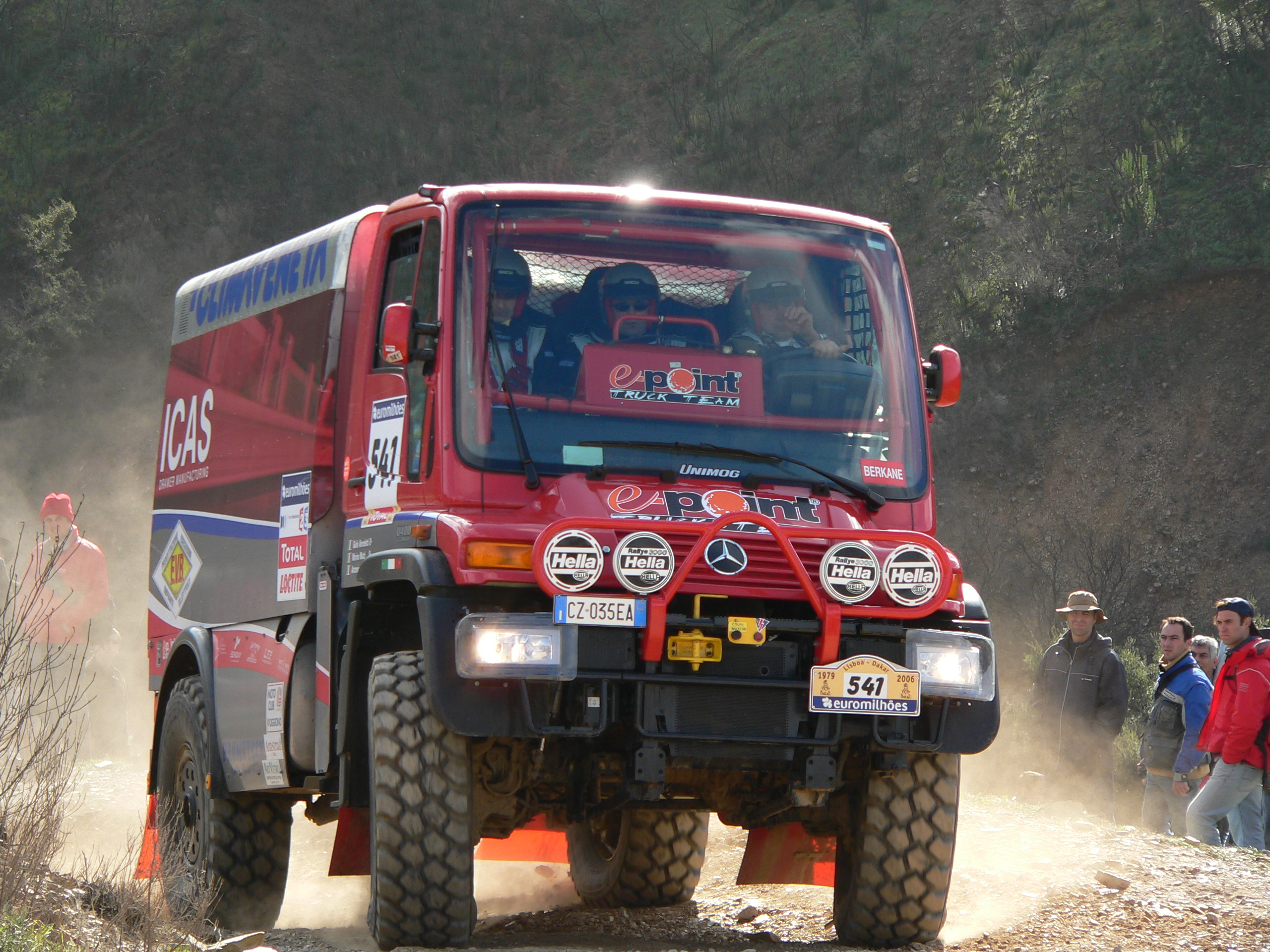
Unimog на ралі Дакар в 2006 році

Унімоги використовуються в Dakar Rally та інших пустельних змаганнях, а також в змаганнях по подоланню перешкод.
Унімоги вигравали у класі вантажівок на Dakar Rally декілька разів в 1980-х, та в основному вони виступають як автомобілі техдопомоги та забезпечують підтримку автомобілям та мотоциклам. Іноді їх можна побачити, коли вони витягують набагато більші вантажівки із сипучих пісків.